# Entraînement mental

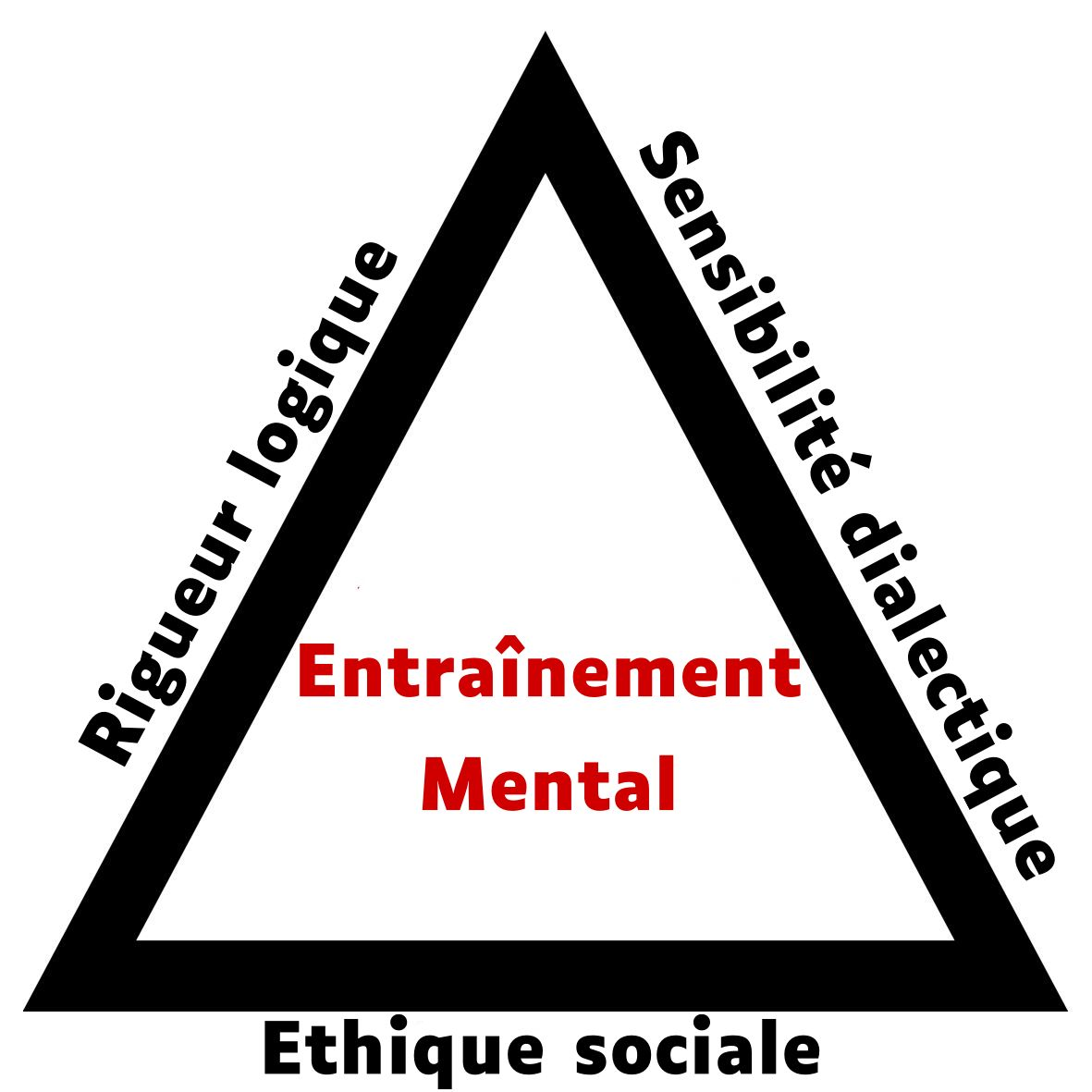
Symbole de l'entrainement mental sous la forme d'un triangle représentant ses trois axes : rigueur logique, sensibilité dialectique et éthique sociale.

L'entraînement mental (EM) est une méthode d'autoformation collective ayant de nombreuses applications, comme la conduite de réunion,, la méthodologie de projet, la gestion de conflit ou encore l’élaboration de décisions collectives. L’EM, en plus de permettre de s’éduquer mutuellement, a pour objectif de développer chez toutes les personnes qui le pratiquent, leur sensibilité dialectique, leur rigueur logique et leur éthique. Ces trois notions sont les « piliers » de l’EM, aucune n’est supérieure à l’autre. En plus d'être une méthode, ses praticiens considèrent l'EM comme un « cheminement », c'est-à-dire une progression continue dans le développement de ses trois piliers.
L'EM fut d’abord développée par les membres de la Résistance, elle est maintenant utilisée principalement par les militants de l’éducation populaire.

## Histoire de l'entraînement mental et de ses créateurs
En tant que boursier, Joffre Dumazedier (1915-2002) a eu accès au lycée et donc aux savoirs savants et à la culture. Ses copains d'école primaire, qui réussissaient aussi bien que lui selon ses dires, n'ont pas pu avoir accès au lycée, faute de moyens financiers. « Cet état de fait le pousse à chercher des moyens d'action pour remédier à ce qu'il perçoit comme une injustice. Il s'engage alors dans les mouvements d'éducation populaire ». Vers la fin des années 30, alors étudiant à la Sorbonne, Joffre Dumazedier cherche « à mieux connaître dans les milieux populaires les conditions externes et internes du processus libérateur de cette inégalité chez les autodidactes » et cela en respectant une méthode scientifique. Pour mener à bien sa recherche, il observe la manière d'apprendre des autodidactes dans « les collèges du travail du mouvement syndical et dans les veillées ou stages du mouvement Laïc des Auberges de jeunesse ».
À partir de 1936, les prémices de l'EM, basée sur la formalisation des méthodes observées chez les autodidactes, se développent d'abord au collège du travail de Noisy-le-Sec, puis à l'école des cadres d'Uriage, créée par le régime de Vichy pendant la Seconde Guerre mondiale. En 1943, après le démantèlement de l'école par le gouvernement de Vichy, Joffre Dumazedier participe à la formation des résistants dans les maquis du Vercors en organisant des séquences d'apprentissages menées par les maquisards eux-mêmes. Il y fait la rencontre de Benigno Cacéres, également formateur dans les maquis du Vercors, qui participe à l'élaboration de ce que sera l'entraînement mental. La méthode est notamment adoptée par le Centre d'éducation ouvrière installé à la Bourse Du Travail de Grenoble, dont les activités commencent en 1944, à l'initiative de Paul Lengrand, (ce dernier aurait connu des tensions avec Joffre Dumazedier autour de la paternité de l'entraînement mental).
À la sortie de la guerre, en 1945, Joffre Dumazedier expose les résultats de sa démarche et la nomme entraînement mental. Il crée à la même époque l'association d'éducation populaire Peuple et culture (PEC). Pendant plus de 40 ans après sa création, PEC diffuse la méthode dans de multiples milieux et cherche pérenniser sa pratique. Par exemple, vers 1951, l'entraînement mental est adoptée par l'école des cadres des Charbonnages de France. Depuis la fin des années 1990, quatre réseaux ont relancé la diffusion de l'entrainement mental : l'union Peuple et Culture, Rhizome, un groupe en Alsace autour de Charlotte Herfray et le réseau des Crefad (anciennement Peuple et Culture Auvergne).

## L'entrainement mental en pratique
Aujourd'hui, l'EM à deux utilisations distinctes. De façon restreinte, son aspect pratique le rend intéressant pour divers domaines : management, formation de cadres d'entreprise, méthodes thérapeutiques, et cetera. Mais pratiqué par des associations, il se révèle un excellent outil pour l’éducation populaire, à destination de tout public cherchant à acquérir une certaine faculté d'analyse et d'abstraction.
Dans la pratique proposée, les apprenants choisissent, les objectifs, les contenus et s'interrogent quant aux façons d'y accéder en réfléchissant à partir des conditions d'existence de leur vie quotidienne, particulièrement en étudiant des situations concrètes insatisfaisantes vécues. Elle se doit alors de mettre en place un cursus pour approcher une situation satisfaisante. L'EM se propose ensuite de fournir un cadre méthodologique pour développer une pensée construite et acquérir un esprit d'analyse. Ce cadre s'articule autour de 3 axes : la rigueur logique, la sensibilité dialectique et l'éthique sociale,.

### La rigueur logique
La rigueur logique consiste à utiliser des couples « d'opérations mentales », par analogie avec les opérations mathématiques, pour construire un raisonnement cohérent. La première partie du travail de rigueur logique consiste à représenter la situation concrète insatisfaisante. Pour cela il existe quatre opérations mentales de représentation, classées par ordre de complexité :
1. Situer dans le temps - Situer dans l'espace : donner le contexte, autant temporel (date) que spatial (lieu).
2. Enumérer - Décrire : inventorier, dénombrer des éléments d'une situation, d'un objet et en donner les caractères apparents pour permettre de le nommer et de l'identifier.
3. Comparer - Distinguer : rapprocher plusieurs éléments ou à l'inverse faire ressortir les différences.
4. Classer - Définir : répartir les éléments identifiés aux étapes précédentes dans des groupes où tous les éléments d'un groupe ont au moins une propriété commune, puis donner un nom et une définition au groupe.

Une fois ce premier travail de représentation fait, il s'agit de distinguer les points de vus (les opinions des participants) des aspects (les faits immuables et constitutifs de la situation identifiée). C'est lors de cette étape que des contradictions sont identifiées. Elles peuvent apparaître entre les points de vue ou parfois entre les aspects. Ces contradictions s'inscrivent dans un rapport dialectique.
Une fois la situation concrète insatisfaisante complètement représentée, il s'agit de mettre les éléments en relations entre eux pour donner du sens à la situation. Les opérations de relations sont (sans ordre particulier) :
- Causes - Conséquences : parmi les éléments identifiés, lesquels sont des causes ayant des conséquences et quelles sont-elles ?
- Loi - Théorie : parmi les éléments identifiés, lesquels peuvent s'expliquer par une théorie, comme l'application d'une loi (par exemple, la loi de la pesanteur ou plus informellement le principe de Pareto) ?
- Fins - Moyens : parmi les éléments identifiés, lesquels sont des moyens pour atteindre une fin et où se trouve-t-elle parmi les éléments identifiés ?

Si un nouvel élément est identifié à l'étape de mise en relation, il faut repartir en arrière dans le processus et énumérer-décrire l'élément, le comparer-distinguer...
Lors de la dernière étape, une décision est prise pour cheminer vers une situation plus satisfaisante.

### La sensibilité dialectique
La dialectique, elle, fournit le cadre d'analyse à toute situation problématique. Elle permet de voir en quoi deux réponses opposées existent sur une même question, de prendre conscience de cette opposition, et de la dépasser. C'est aussi une manière dépasser une certaine binarité qu'induit la rigueur logique, pour représenter les situations étudiées de manière plus sensible. Concrètement, la dialectique intervient dans tout débat d'idées, par exemple en politique.

### L'éthique sociale
Enfin, l'éthique invite à s'interroger sur ce qu'il est « bon de faire » ; elle amène ainsi une dimension concrète à la pensée, en la tournant vers l'action. L'éthique sociale peut se décomposer en trois axes, formulés sous la forme de questionnements :
- Éthique socioéducative : l'entrainement mental a-t-il conduit à dépasser l'objectif de formation pour permettre aux formés de s'émanciper ? L'entrainement mental a-t-il permis l'acquisition de compétences et connaissances grâce à des pratiques d'autoformation ?
- Éthique socioaffective : l'entrainement mental a-t-il orienté la réflexion vers une action ou un projet d'action selon un raisonnement rigoureux logiquement ? Au cours des différentes étapes, la réflexion critique sur la dynamique socioaffective a-t-elle fonctionné (en faisant l'effort de distinguer point de vues et aspect, en délivrant la situation de ses interprétations sentimentales ou idéologiques, en délivrant du conformisme social, de la reproduction sociale et de la routine) ?
- Éthique sociocognitive : l'entrainement mental a-t-il facilité l'utilisation durable des deux autres aspects de l'entraînement mental (rigueur logique et sensibilité dialectique) ?

## Discussion autour de l'entrainement mental et l'apprentissage
Après avoir formé pendant plusieurs années moult promotions d'étudiants venus des milieux agricoles, Jean-François Chosson montre que l'Entraînement Mental s'adresse à des « autodidactes soucieux d'acquérir, dans un délai limité, une formation intellectuelle de base ». Il s'agit pour eux « d'apprendre à penser » et aussi « d'intégrer la rigueur de l'esprit scientifique » pour « utiliser le raisonnement expérimental dans [...] la vie sociale ». J.F Chosson s'intéresse à la primauté des rapports entre l'intelligence, la raison et la pensée scientifique et à leur découverte. En effet « l'homme peut, à tout âge, acquérir une démarche mentale plus rigoureuse » par l'entraînement mental qui autorise à « penser scientifiquement en partant des situations de la vie quotidienne ». Pour l'apprentissage de la démarche il préconise une série de « phases qui se succèdent logiquement » et que sous-tendent des principes. C'est pourquoi il amène à pratiquer des exercices globaux et des opérations analytiques.
Enseignant-chercheur, Gérard Jean-Montclerc, après une recension critique et théorisée des méthodes d'éducabilité cognitive, produit une thèse en 1994 qui s'attarde plus particulièrement sur l'entraînement mental. Il confirme que celui-ci autorise à « passer de la langue ordinaire aux langages spécialisés par une amélioration de l'expression » car dans les faits « il s'agit de réduire l'inégalité entre le mode de pensée des travailleurs manuels et celui des travailleurs intellectuels ». Dans ses travaux il dévoile également que la méthode suscite « le désir et la capacité d'autoformation ».
Professeur d'éducation physique, formateur-animateur d'une structure officielle d'éducation populaire Marcel Giry se penche sur l'étude des nouvelles pédagogies dont la société dispose pour apprendre à apprendre. Ses expérimentations plurielles au long cours auprès des stagiaires de son institution lui permettent d'analyser et de théoriser ses pratiques. Pour « apprendre à penser scientifiquement » il suggère plus particulièrement l'apprentissage de la méthode de l'entraînement mental. Il distinguera quatre moments importants dans le déroulement du processus : « la représentation des faits, la mise en problème, le diagnostic et le projet d'action » qui deviendront le leitmotiv des formateurs en entraînement mental.
Responsable à l'université de la formation en deuxième et troisième cycle de formateurs autodidactes, Georges Le Meur, enseignant-chercheur, propose à une douzaine de promotions d'accéder à une méthode de simplification du travail intellectuel : l'entraînement mental. En utilisant une grille d'observation participante systématisée il compile les minutes des séquences d'apprentissage issues de thèmes choisis par les apprenants. Il découvre ainsi la prépondérance de la représentation de la situation à laquelle on se consacre et il démontre que l'entraînement mental constitue une démarche de recherche-action des plus efficiente. En effet, pour se diriger vers la situation satisfaisante on utilise toutes les méthodes et techniques du chercheur. Ainsi on parle d'hypothèse, de questionnement, de sélection et de recueil de données, d'analyse de celles-ci, d'écriture, de proposition d'action.... Il résume les stades de la démarche dans Construire ma recherche, Joffre Dumazedier chercheur-accompagnateur (2005) où il établit que tout néo-autodidacte peut, en s'appropriant l'entraînement mental, devenir un travailleur intellectuel.
Pour vérifier la pertinence de ces divers constats Georges Le Meur a mis en œuvre la méthode lors de formations de longue durée à l'entraînement mental. Il discerne toutes les phases de la démarche et atteste de l'efficience de l'utilisation des opérations mentales de base à tous les niveaux d'intervention. L'analyse des pratiques et plus particulièrement leur théorisation garantissent le caractère scientifique de l'ouvrage. Il met en exergue la primauté de l'apprentissage au questionnement, à l'expression et à l’auto documentation pour le passage des savoirs ordinaires de l'expérience aux connaissances savantes. Pour celles-ci l'accès à la conceptualisation joue un rôle premier. Cet ouvrage, soucieux d'éthique socio-pédagogique, se révèle également un « manuel d'autoformation à la méthodologie de l'entraînement mental et à la théorisation des pratiques sociales ».